# Лейтон, Эдмунд
Э́дмунд Блэр Ле́йтон (англ. Edmund Blair Leighton; 21 сентября 1852, Лондон — 1 сентября 1922, Лондон) — английский художник, писавший в стиле романтизма и прерафаэлитизма.

## Биография
Лейтон был сыном художника Чарлза Блэра Лейтона. Он обучался в University College School, а затем в школе Королевской академии художеств. Лейтон женился на Кэтрин Нэш в 1885 году, от которой имел сына и дочь. Он ежегодно выставлял свои работы в Королевской академии с 1878 по 1920 год.
Лейтон был утончённым мастером, создающим тщательно прорисованные картины. Он не оставил после себя дневников и, хотя выставлялся в Академии более сорока лет, никогда не был её членом.

## Творчество
Лейтон писал в историческом жанре, отдавая предпочтение темам Средневековья и эпохи Регентства.

### Список работ
- Старые времена (1877), частная коллекция[5]
- Пока смерть не разлучит нас (1878)
- Умирающий Коперник (1880)
- Un Gage d’Amour (1881)
- Абеляр и его ученица Элоиза (1882)[6]
- Долг (1883)
- Жена гладиатора (1884), частная коллекция[6]
- Завоевание (1884)
- Побеждённый (1884)
- Украденный разговор (1888)
- Оливия (1888)
- Увядшие лавры (1889)
- Как Лиза полюбила короля (1890)[6]
- Lay thy sweet hand in mine and trust in me (1891)
- Леди Годива (1892)[6]
- Две ленточки (1893)
- Прощание (1893)
- Мой ближайший сосед (1894), частная коллекция[6]
- Launched in Life (1894)
- Ожидание кареты (1895)[7]
- A Favour (1898)
- Король и нищенка (1898)
- Off (1899)
- «Бог в помощь» (1900)
- На пороге (1900)[8]
- Акколада (1901), частная коллекция[6]
- Прощай! (1901)[9]
- Цветочный садик (1901)
- Сирень (1901)
- Ален Шартье́ (1903)
- Ribbons and Laces for Very Pretty Faces (1904)
- Тристан и Изольда (Конец песни) (1907)
- Посвящение (1908)
- Тень (1909)
- Ключи (1909)
- Pelleas and Melisande (1910)
- «Шитьё знамени» (1911)
- To the Unknown Land (1911)
- Детство Альфреда Великого (1913)
- Моя прекрасная леди (1914)
- Прибытие (1916)
- Свадебный марш (1919)
- Сладкое одиночество (1919), частная коллекция.[6]
- Грусть и песня (без даты)[6]
- Леди в саду
- Ожидание
- Кромвель распускает Длинный парламент
- Свидание в лесу
- Ухаживание
- Con Amore
- The Rehearsal (1888)[6]
- Зов оружия (1888)[6]
- A Nibble (1914)[6]
- The Lord of Burleigh, Tennyson (1919)[6]
- После службы (1921)[10]
- Signing the Register[6]
- The Fond Farewell[6]
- Lord of the Manor[6]
- The Charity of St. Elizabeth of Hungary
- The Rose’s Day
- Knighted
- Sweets to the Sweet
- The Request

### Галерея

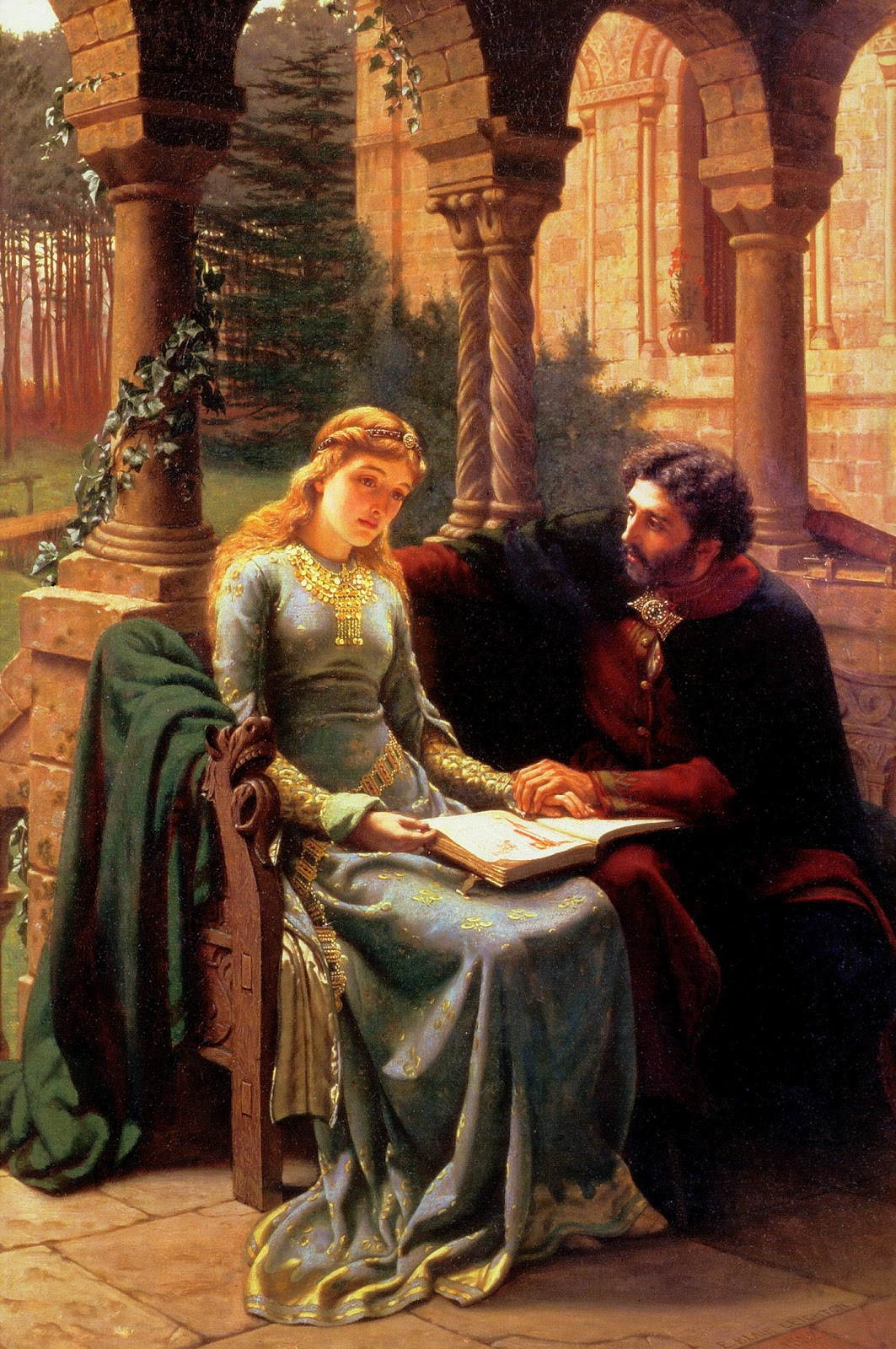
Абеляр и Элоиза (1882)
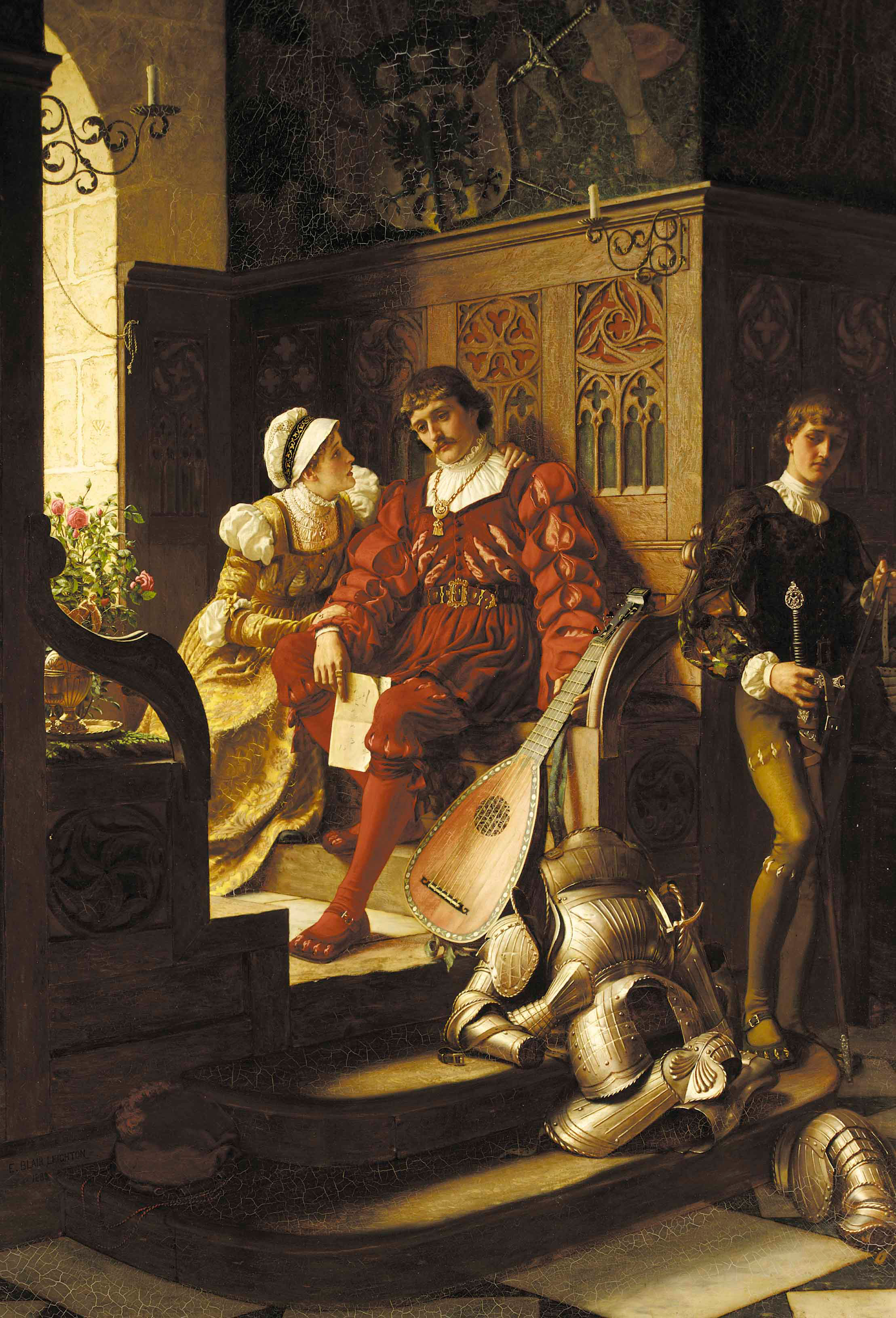
«Долг» (1883)
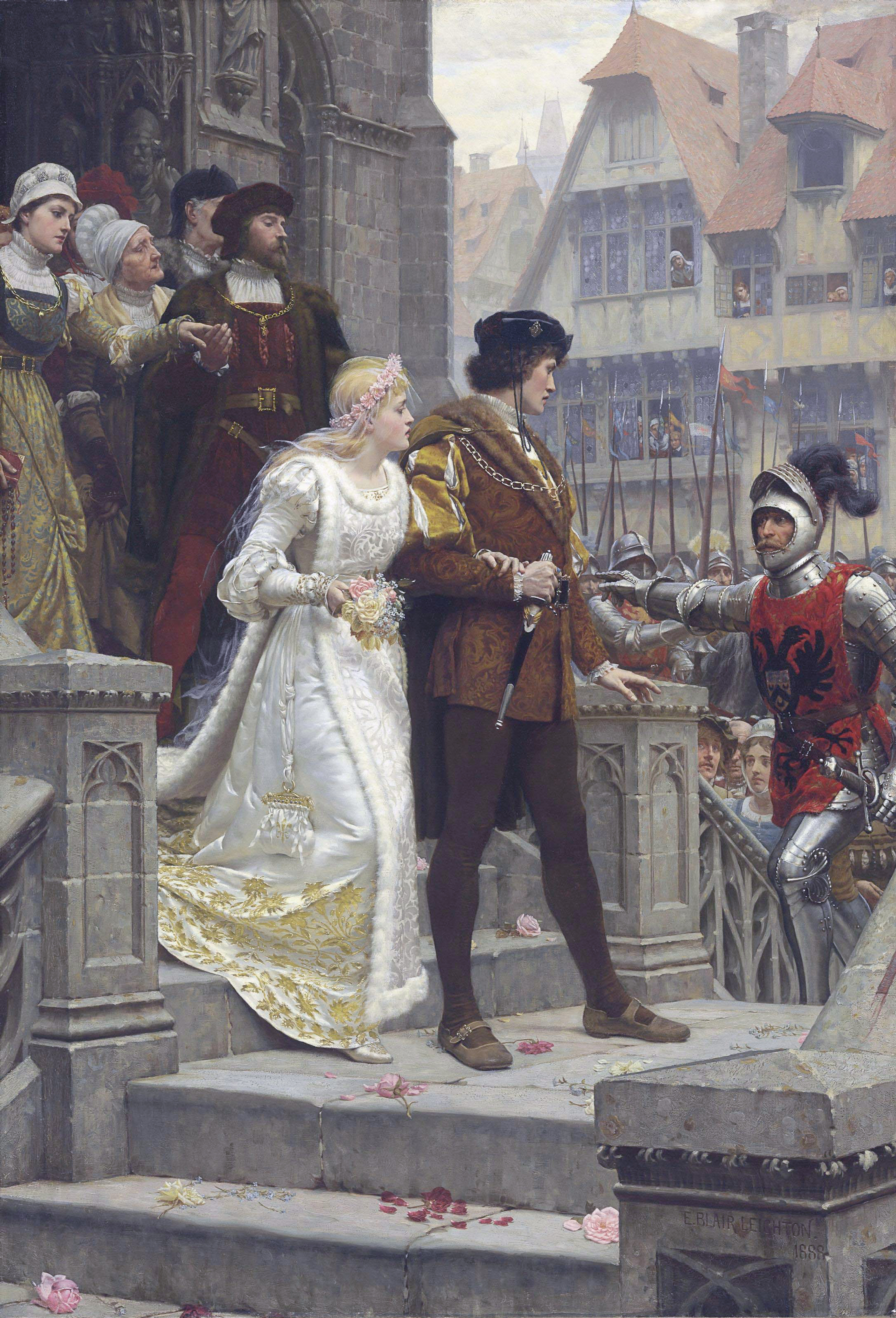
«К оружию!» (1888)
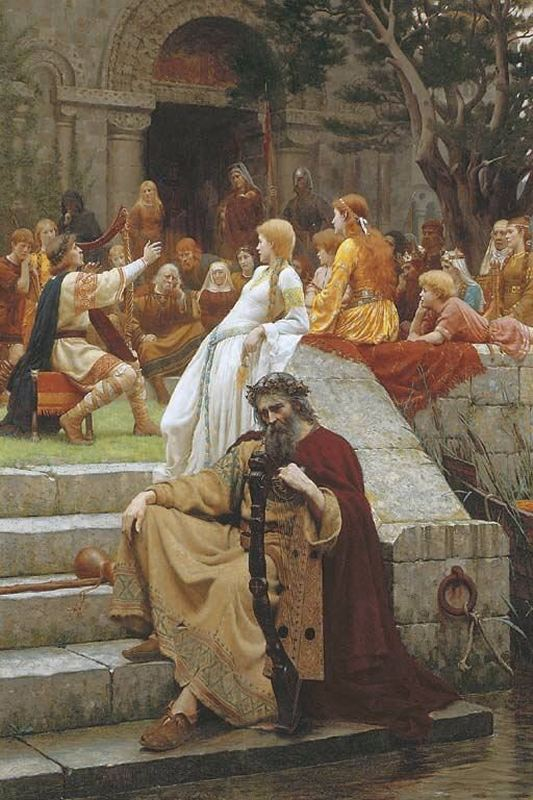
«Увядшие лавры» (1889)
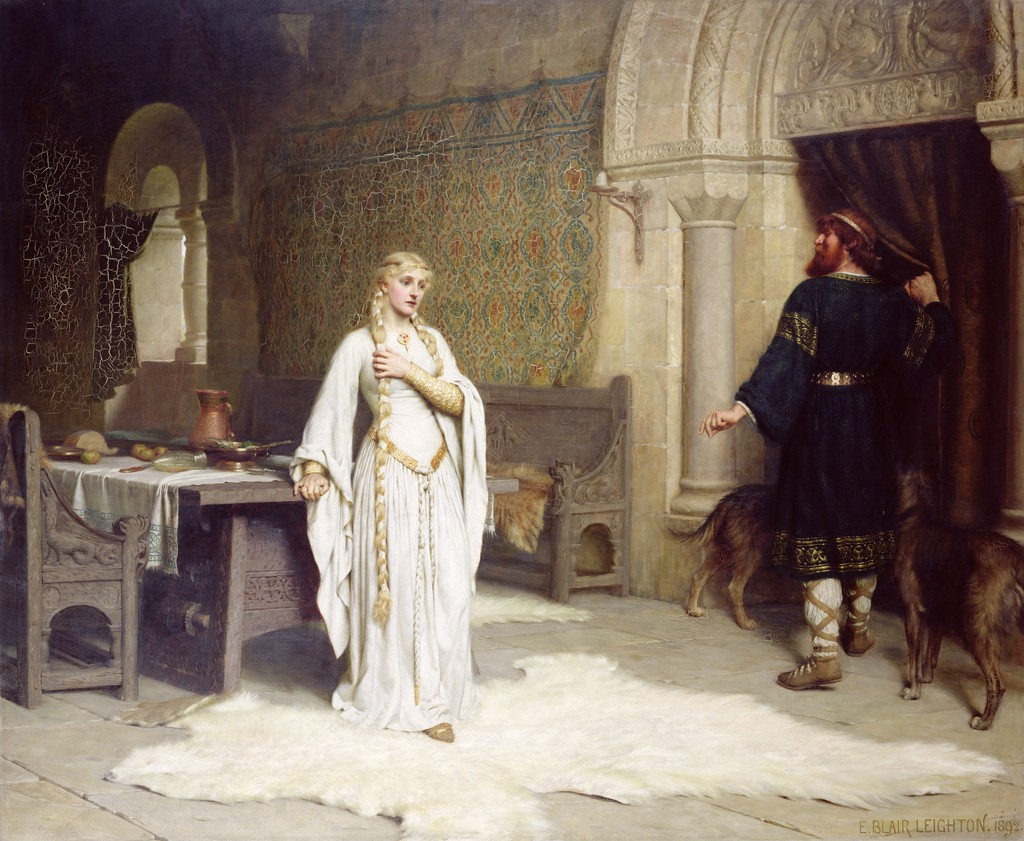
«Леди Годива» (1892)
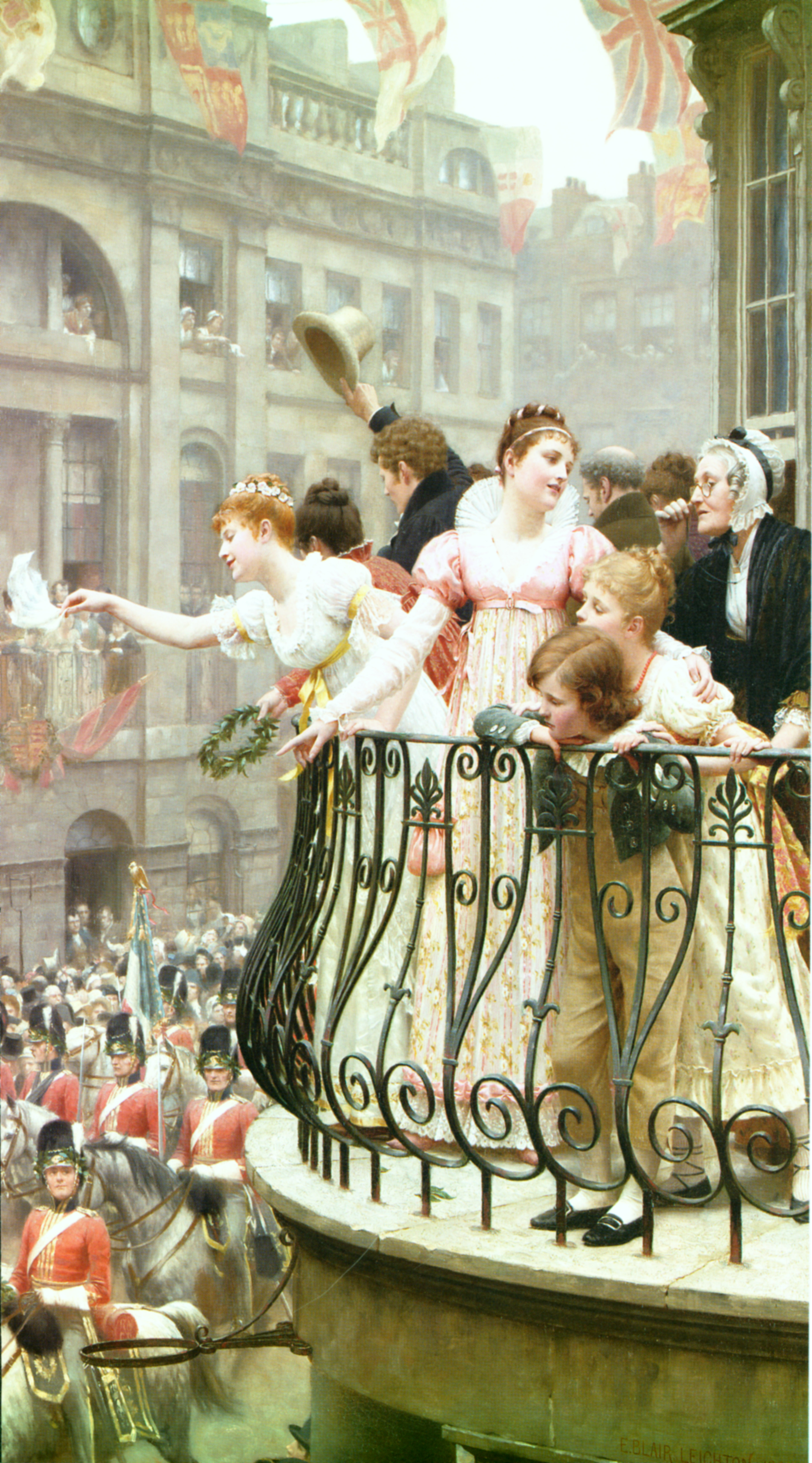
«В 1816-м» (1894)
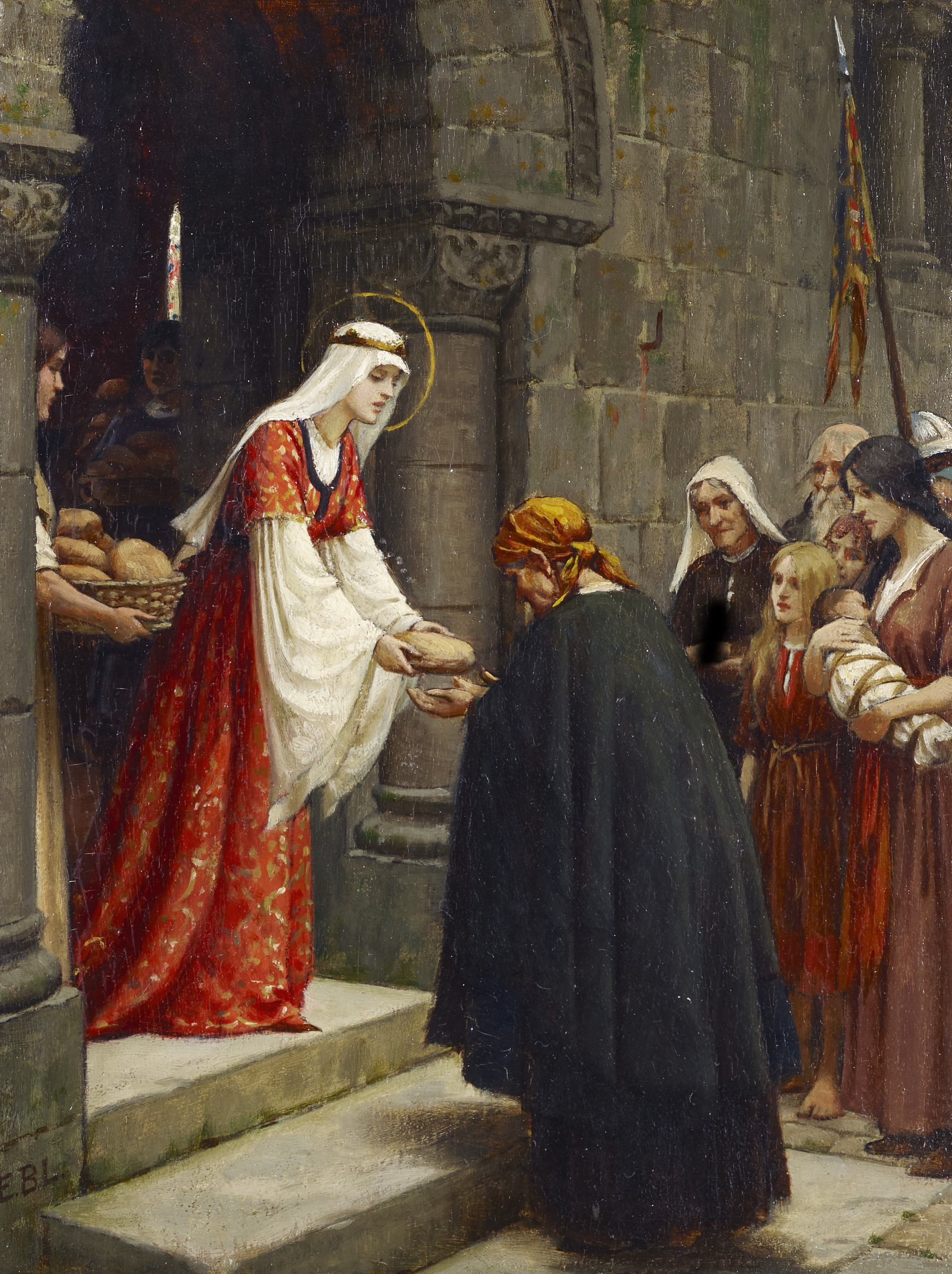
«Милосердие Св. Елизаветы Венгерской» (1895)
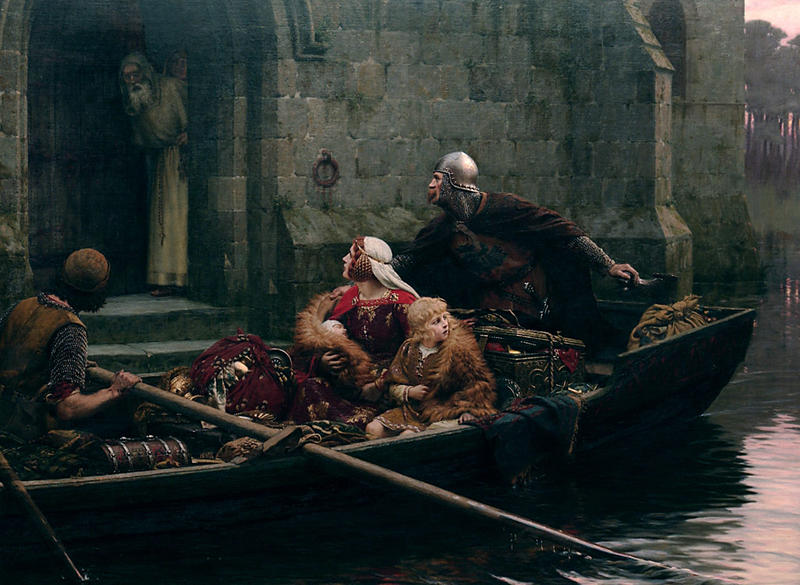
«В тревожные времена» (1897)
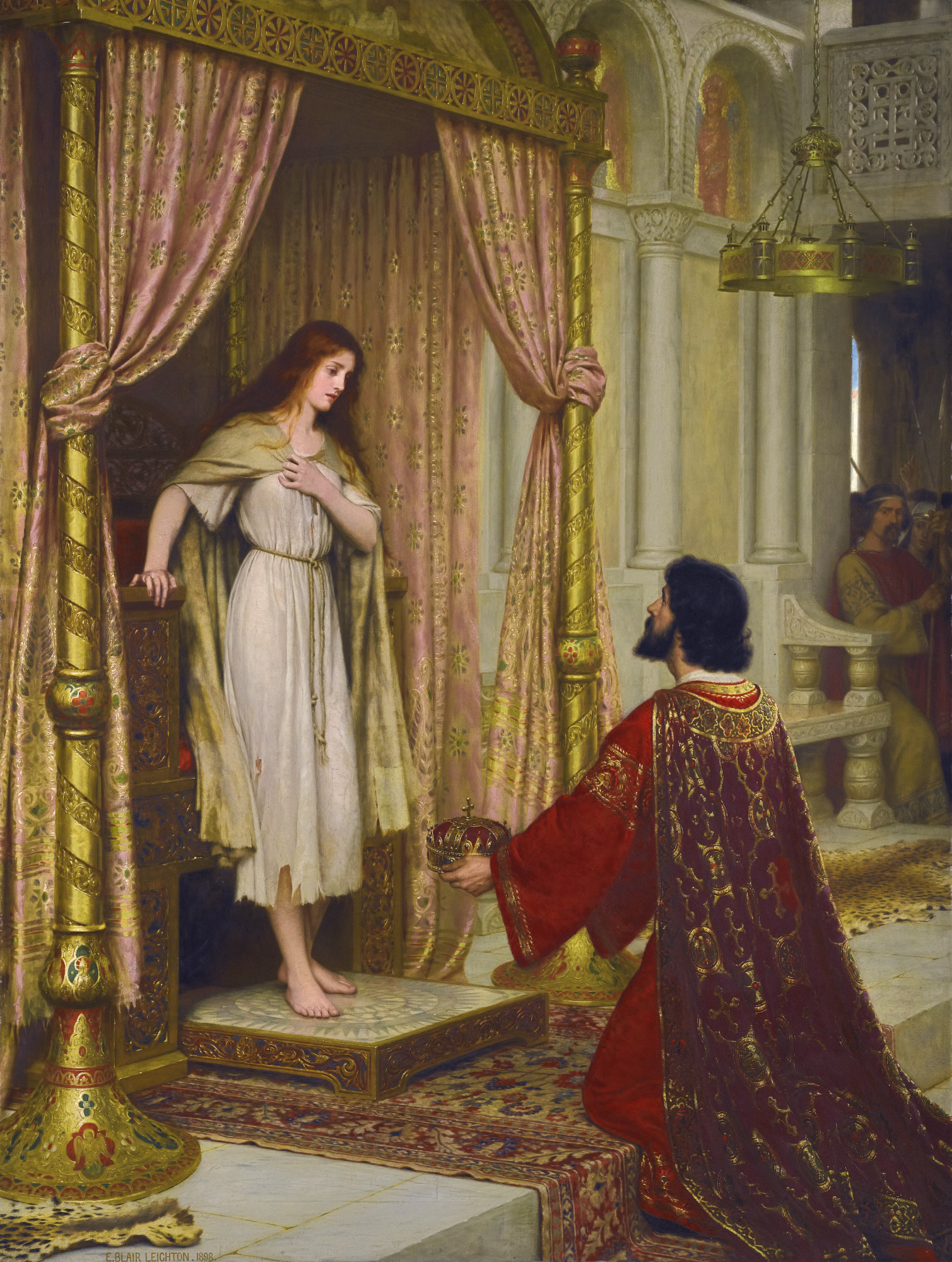
«Король и нищенка» (1898)
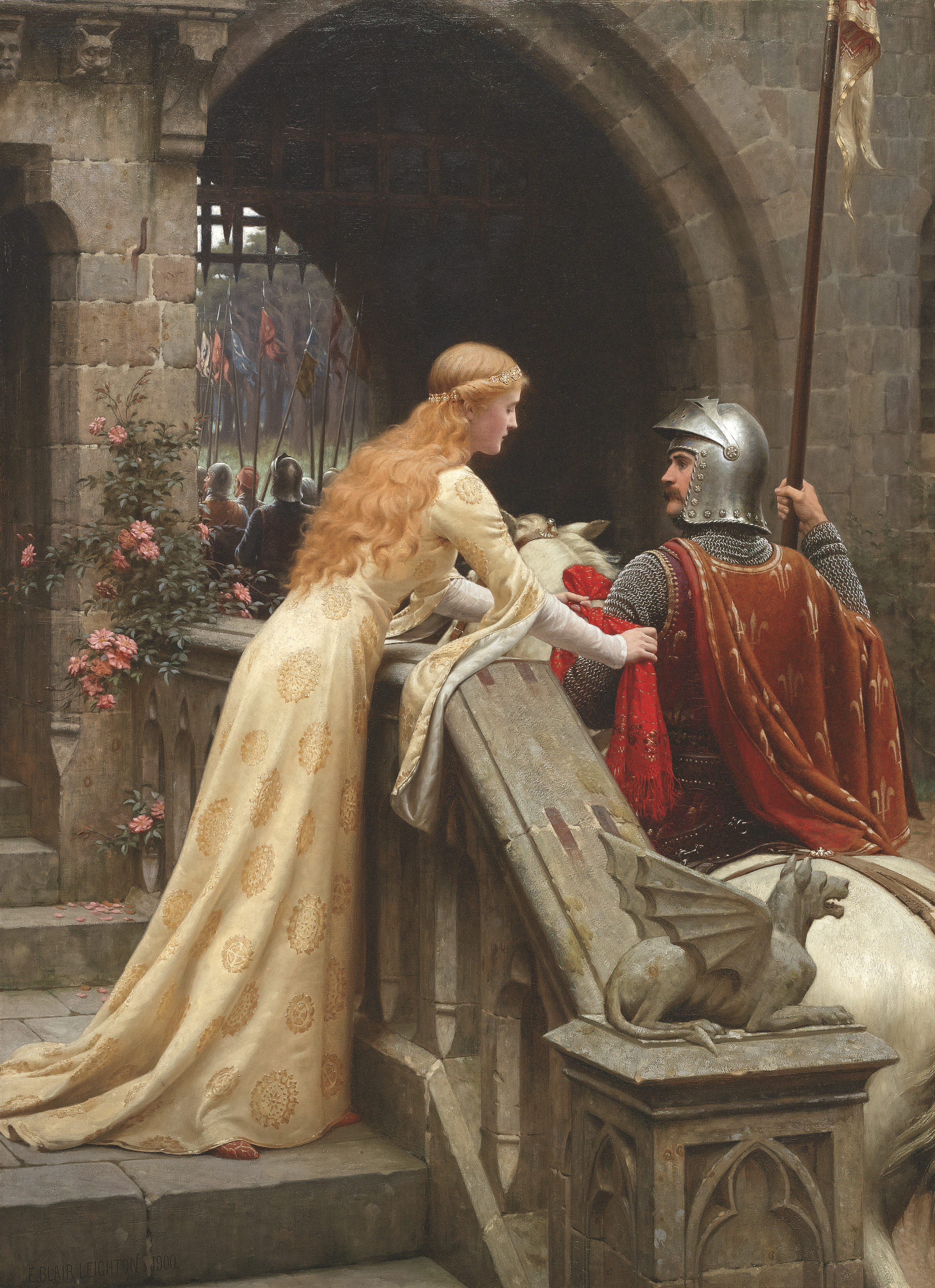
«Бог в помощь!» (1900)
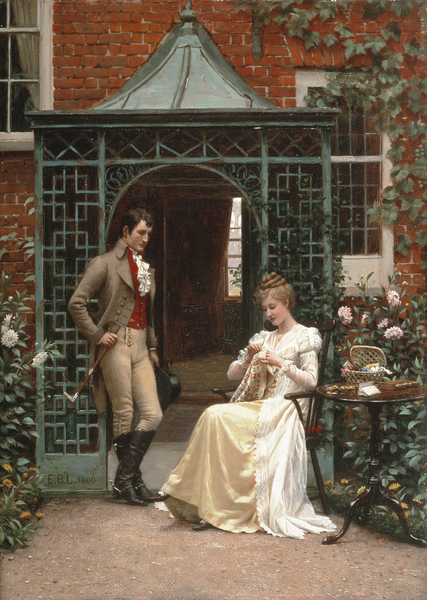
«На пороге» (1900)
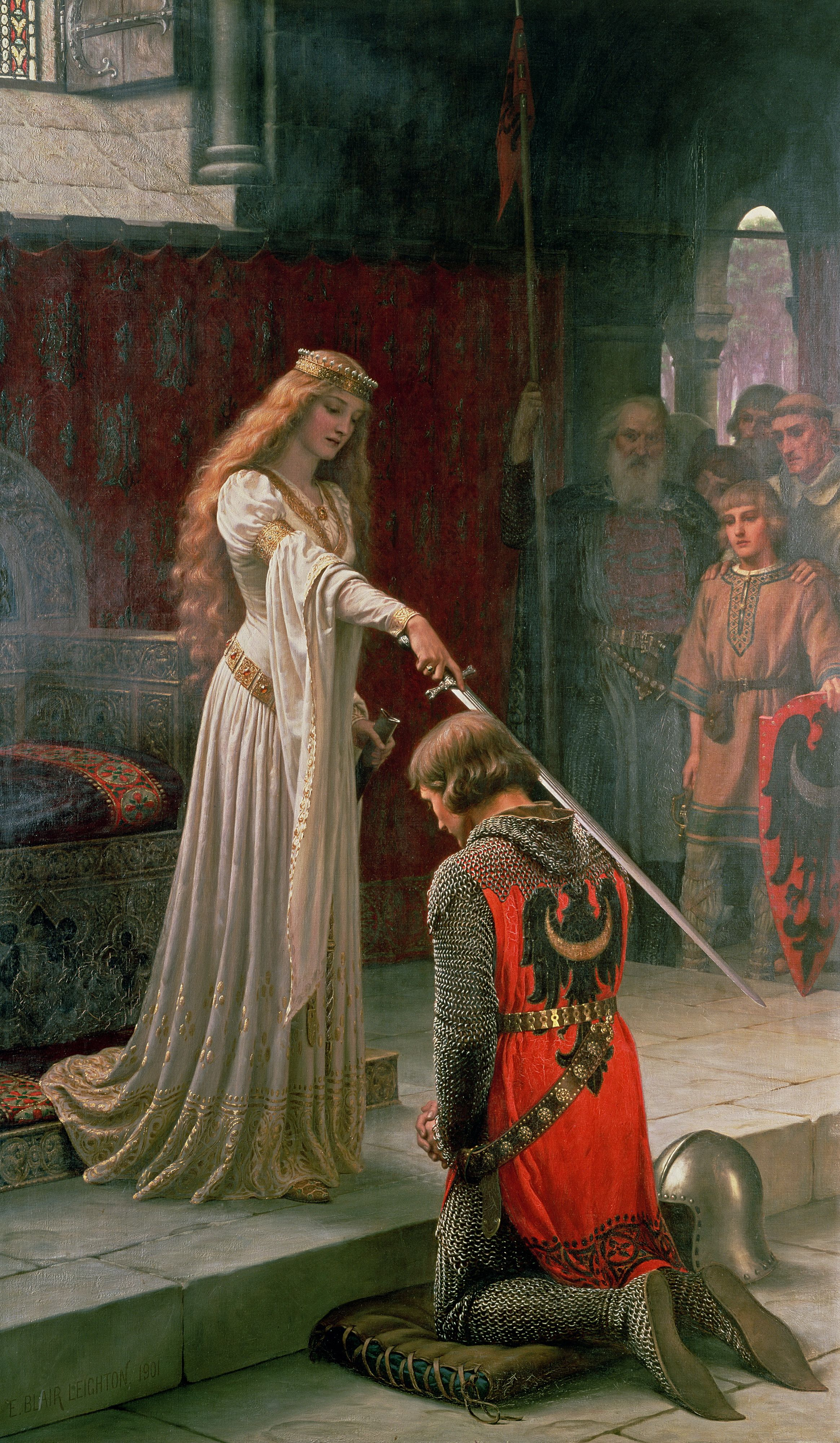
«Акколада» (1901)
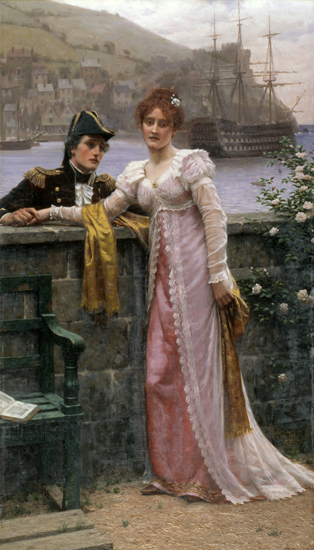
«Прощай!» (1901)
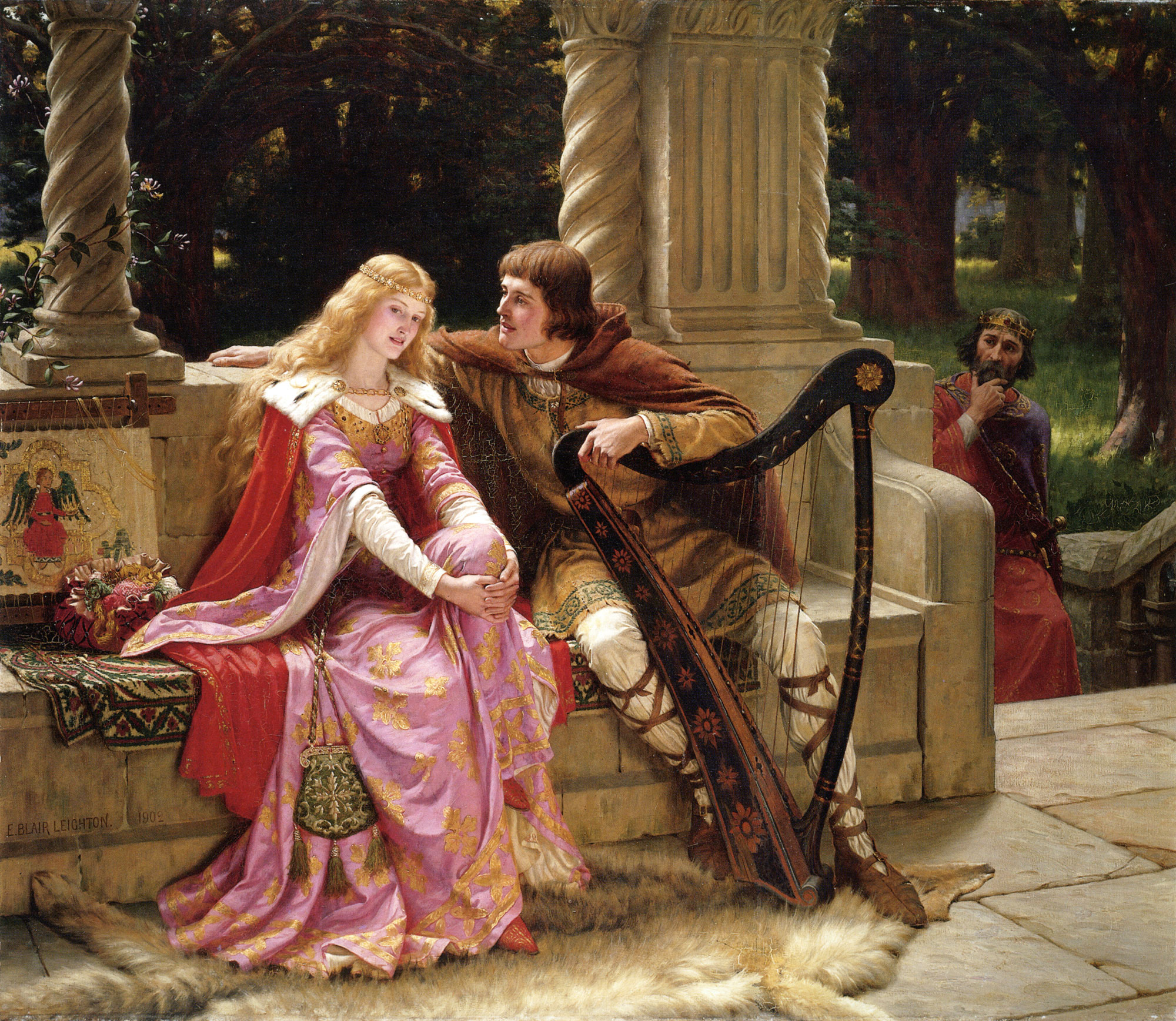
«Окончание песни» (1902)
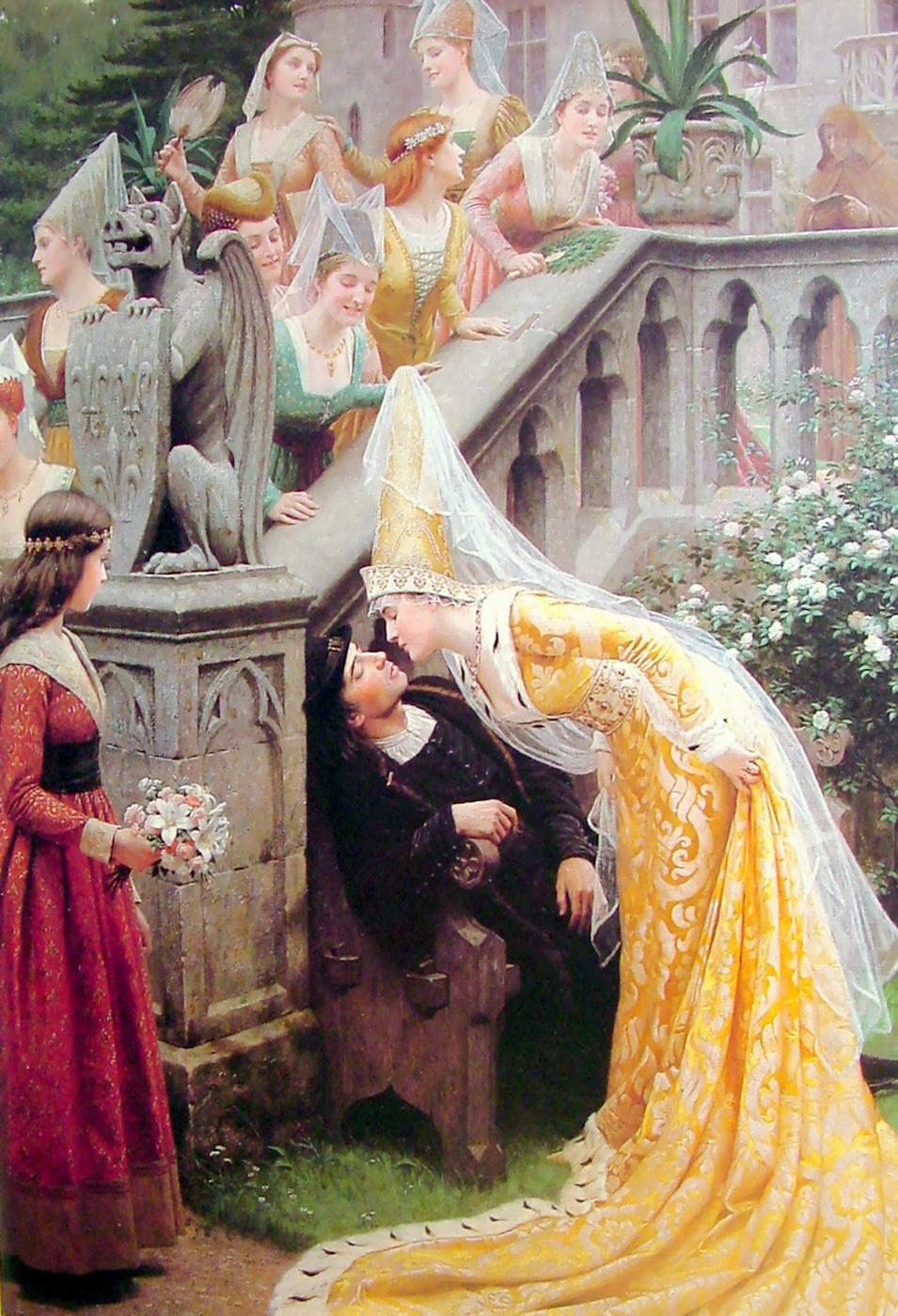
«Ален Шартье» (1903)
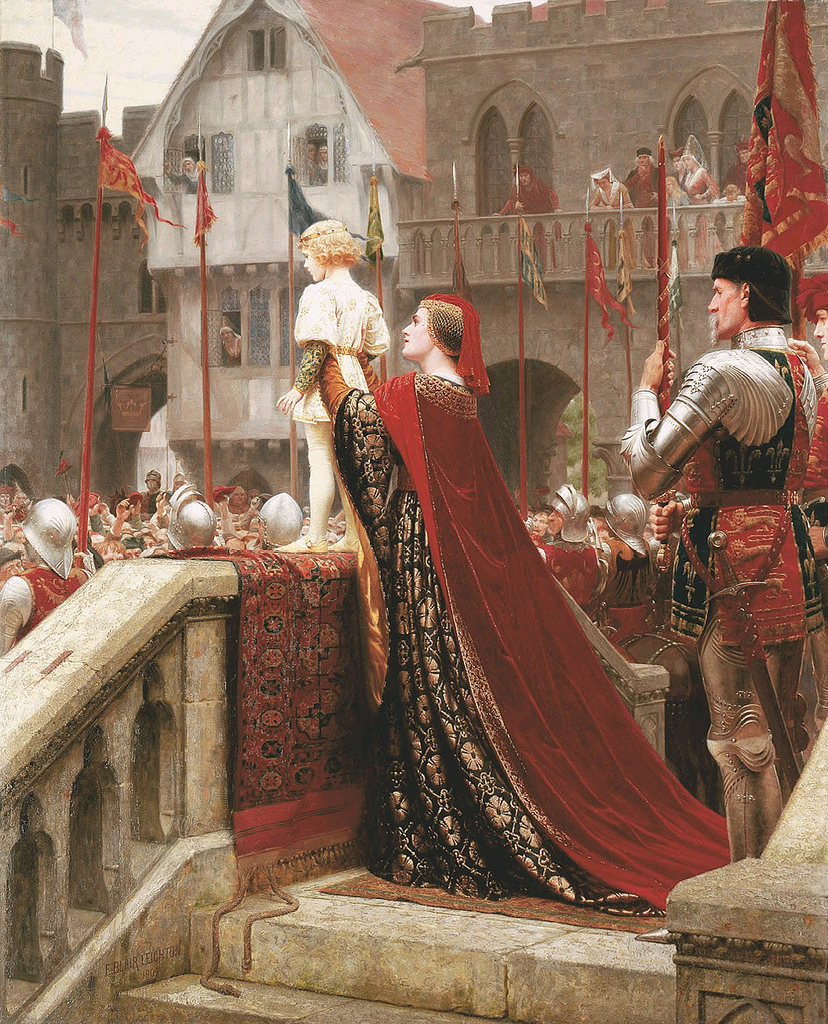
«Маленький принц (Глас народа)» (1904)
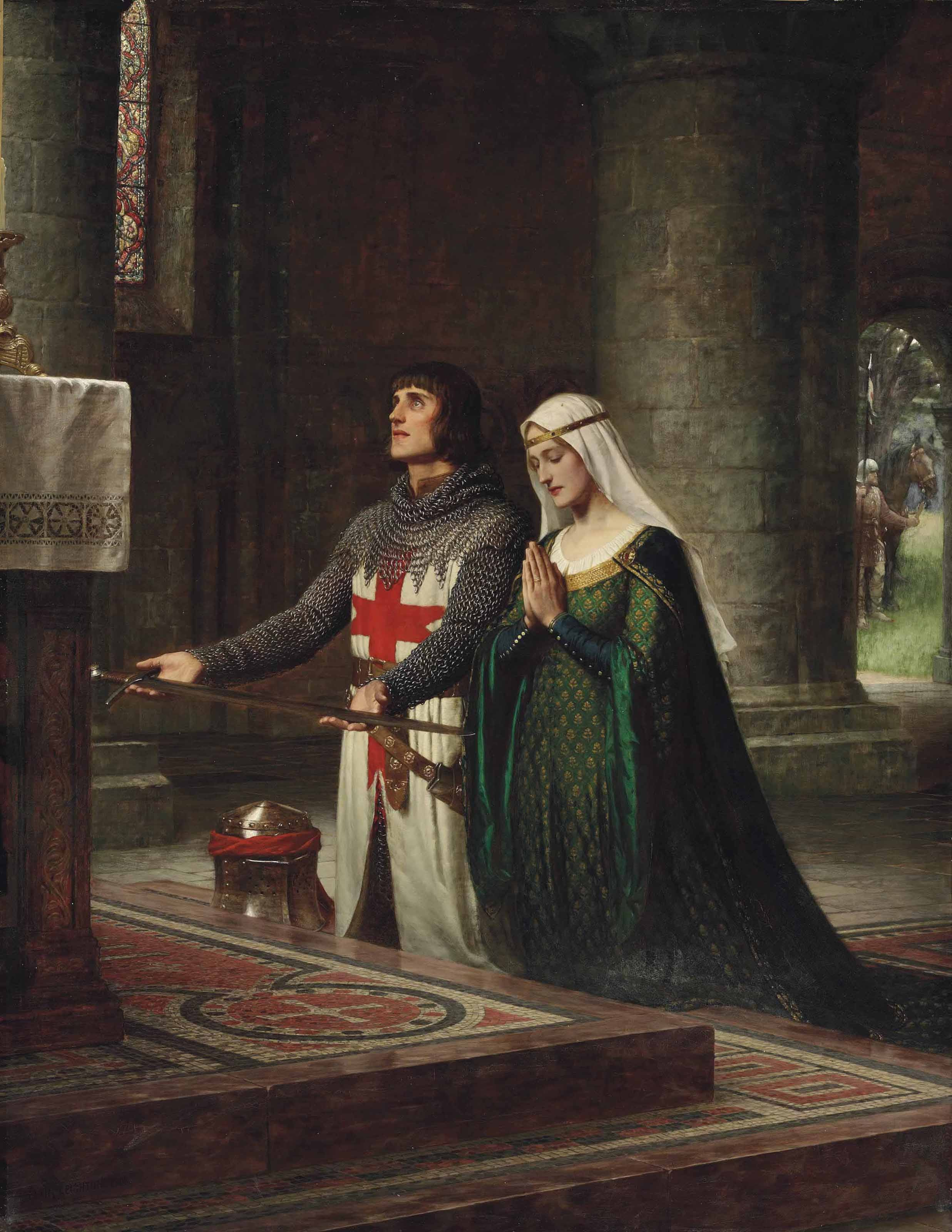
«Посвящение» (1908)
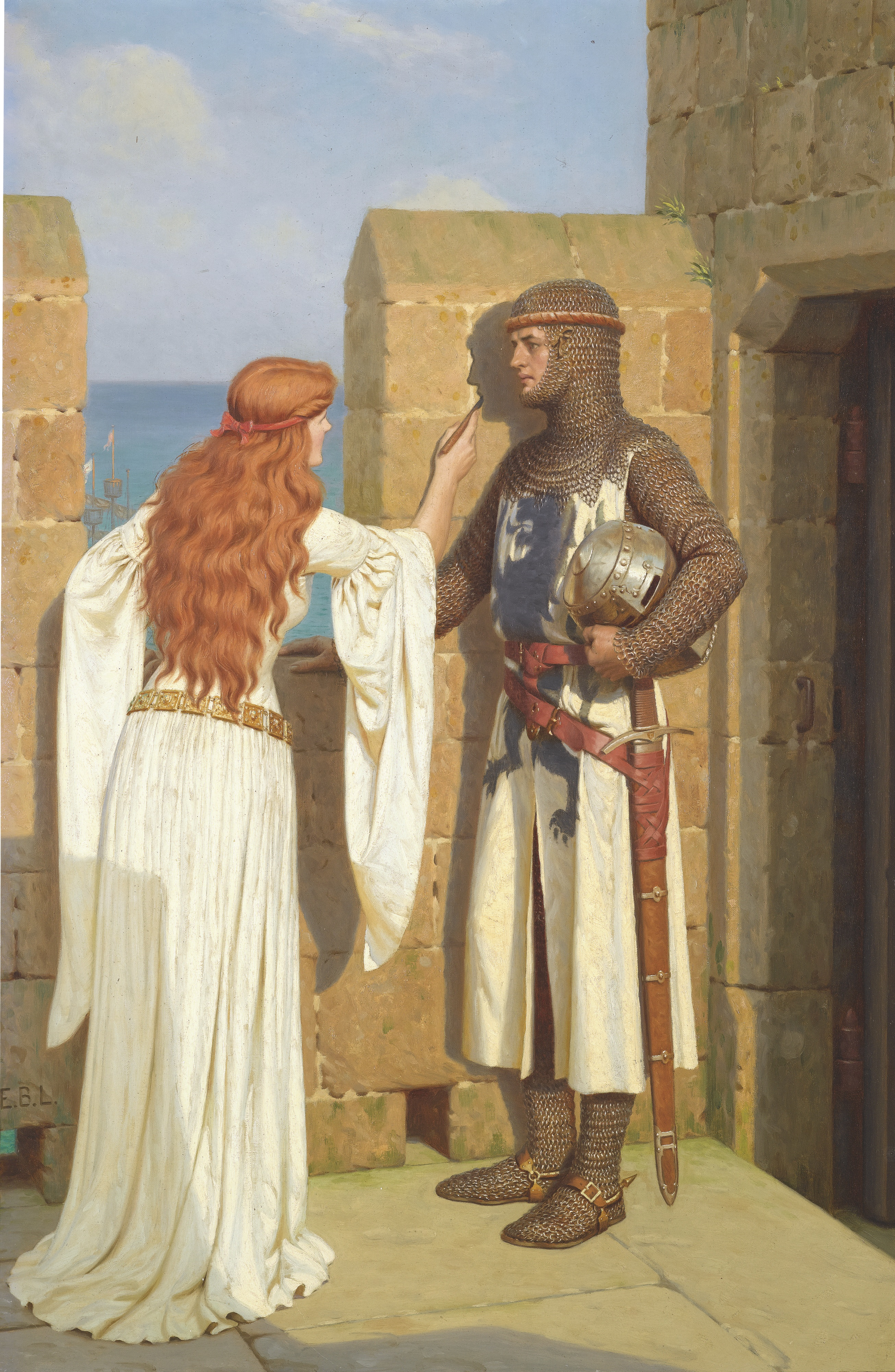
«Тень» (1909)
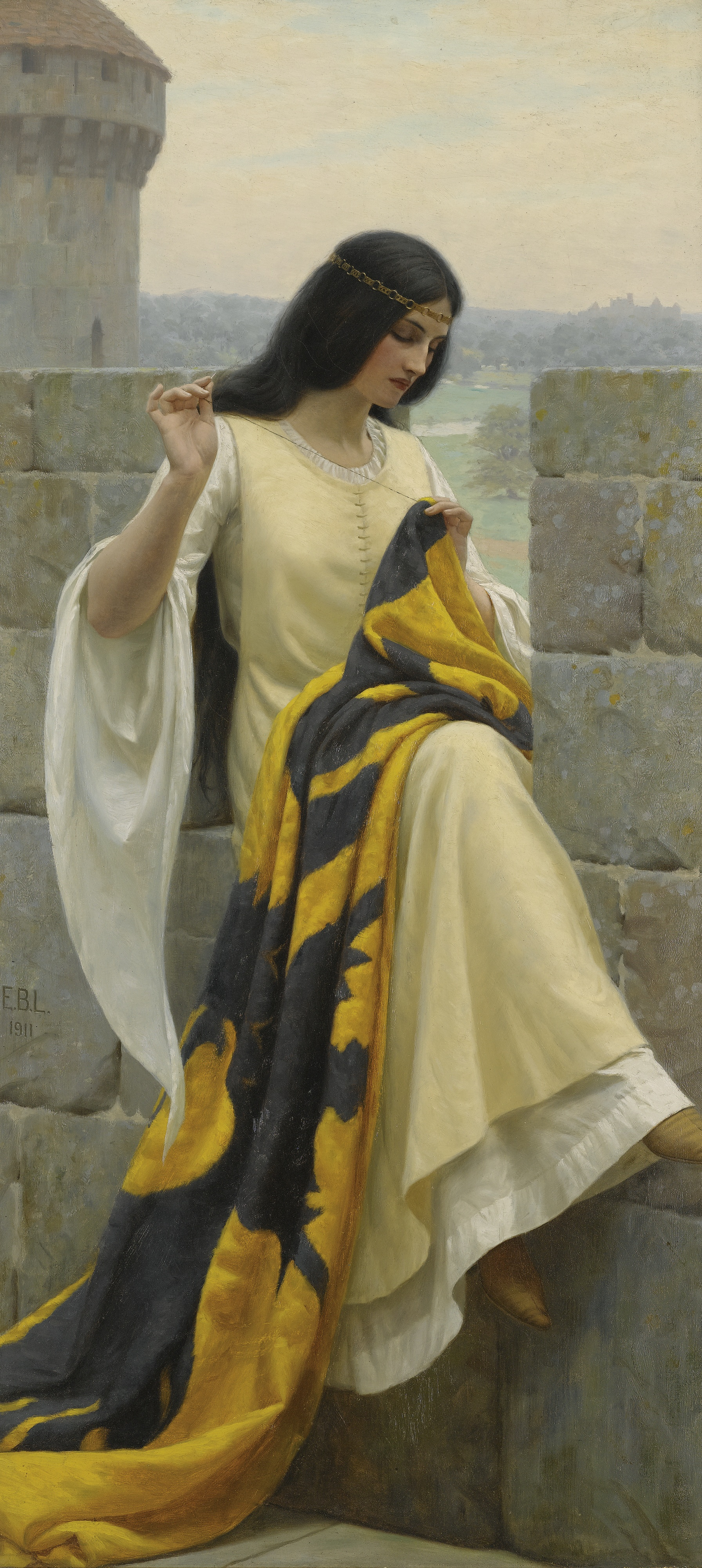
«Шитьё знамени» (1911)
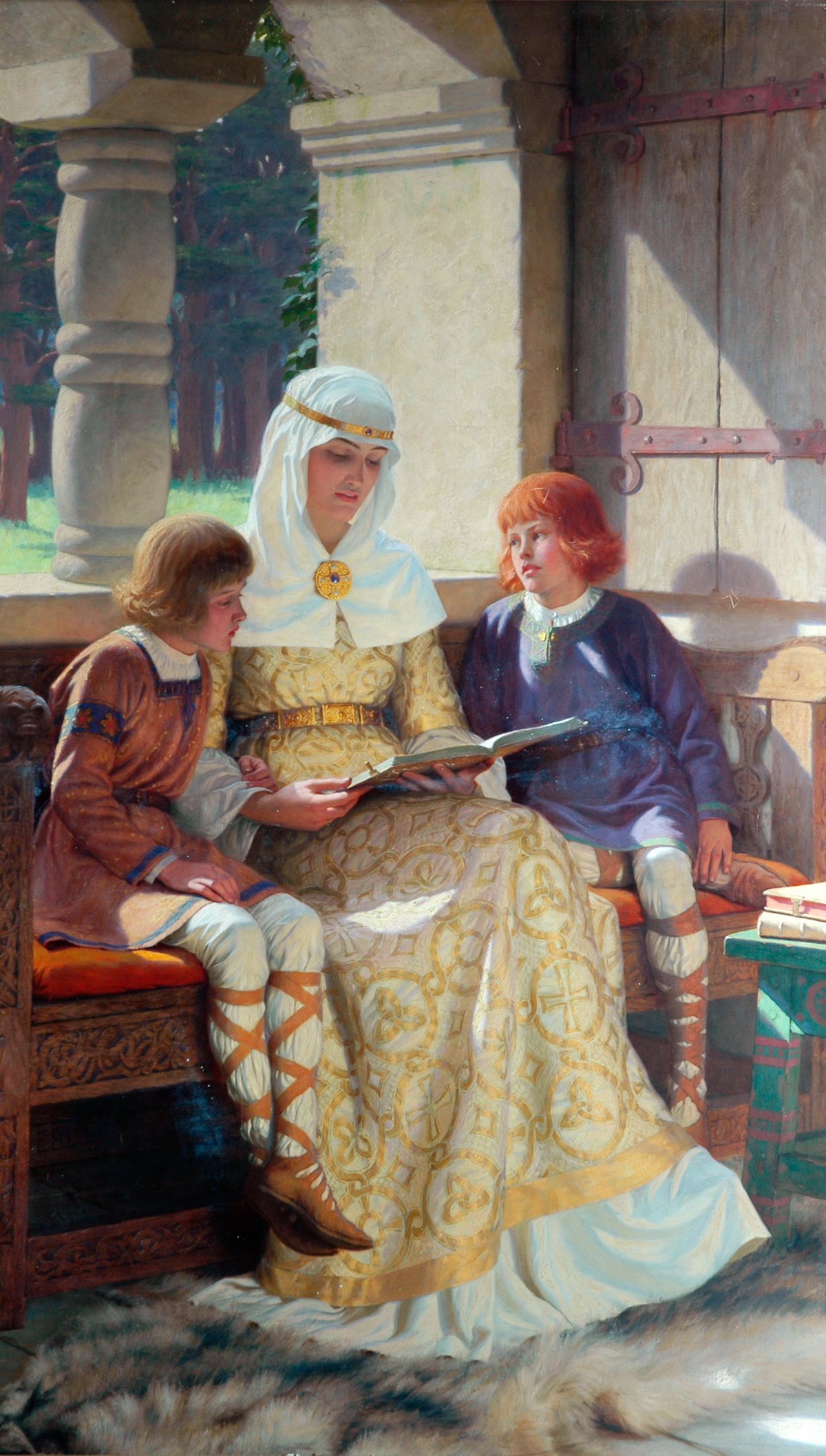
«Детство Альфреда Великого» (1913)